# Ipomopsis sancti-spiritus
Ipomopsis sancti-spiritus är en blågullsväxtart som beskrevs av D.H. Wilken och R. Fletcher. Ipomopsis sancti-spiritus ingår i släktet Ipomopsis och familjen blågullsväxter. Inga underarter finns listade i Catalogue of Life.